# StEG II 619–620
Die StEG II 619–620 bildeten eine Schlepptenderlokomotivreihe der Staats-Eisenbahn-Gesellschaft (StEG), einer privaten Eisenbahngesellschaft Österreich-Ungarns.
Die Maschinen wurden von der Lokomotivfabrik der StEG 1871 und 1872 geliefert.
Sie erhielten die Betriebsnummern 619–620 und die Kategorie IVb.
Später (zwischen 1876 und 1881) bekamen sie die Nummern 606–607 und die ursprünglichen Nummern wurden in Zweitbesetzung wieder vergeben (vgl. StEG II 619"–620").
Die Tenderlokomotiven hatten einen Satteltank, da auf den Maschinen wenig Platz für die Vorräte vorhanden war.
Die kleinen Fahrzeuge kamen 1891 zur MÁV, die sie als XIIf 5611–5612 bezeichnete und schon vor 1911 ausmusterte.